# Facundo Píriz
Facundo Píriz (Facundo Julián Píriz González), né le 27 mars 1990 à Tarariras (Uruguay), est un footballeur uruguayen, évoluant au poste de milieu défensif au Rapid Bucarest.

## Biographie
Avec le Club Nacional, il dispute neuf matchs en Copa Libertadores, et huit matchs en Copa Sudamericana.
Le 26 septembre 2019, il s'engage pour une saison en faveur du Rapid Bucarest, qui évolue alors en deuxième division.

## Palmarès
- Club Nacional
  - Vainqueur du Champion d'Uruguay en 2009, 2011 et 2012